# Greenwich Village

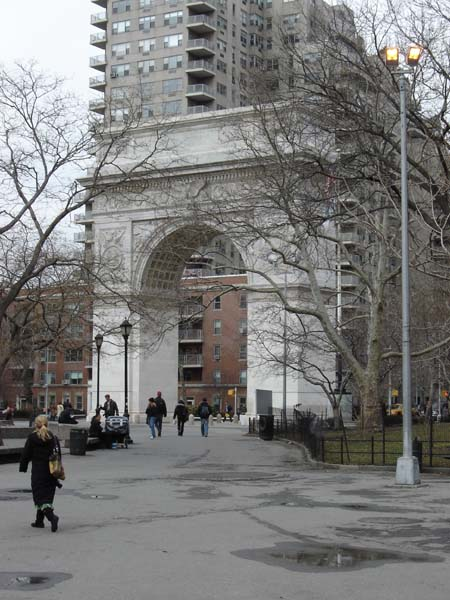
El Washington Arch

Greenwich Village és una gran àrea residencial al costat oest de Manhattan, a Nova York. El barri està limitat pel carrer Broadway a l'est, el riu Hudson a l'oest, el carrer Houston al sud i el carrer 14 al nord.
Originalment el barri fou un poble a part, creat el 1712. El 1822, una epidèmia de febre groga a Nova York va fer que molts residents es traslladessin a Greenwich Village buscant un aire millor més sa.
Greenwich Village és coneguda per la seva important vida cultural, artística i bohèmia.
A Greenwich Village es troben el carrer Christopher i la posada Stonewall, on van tenir lloc els Aldarulls de Stonewall el 1969, que van iniciar el moviment d'alliberació gai. El nom "the Village" aviat es va tornar un nom genèric per anomenar a un barri amb tendència gay. Un altre exemple és el nom del grup musical The Village People.
The Village, com és anomenat normalment, també inclou el campus principal de la Universitat de Nova York (NYU).